# Tegeocranellus punctatus
Tegeocranellus punctatus är en kvalsterart som beskrevs av Saha, Sanyal och Prosanta Chakrabarty 2004. Tegeocranellus punctatus ingår i släktet Tegeocranellus och familjen Tegeocranellidae. Inga underarter finns listade i Catalogue of Life.